# Макарський Антон Олександрович
Антон Олександрович Макарський (нар. 26 листопада 1975, Пенза, СРСР) — російський актор театру і кіно, співак.
Фігурант бази даних центру «Миротворець» (участь у зйомках пропагандистського комедійного серіалу «Кримська сакура» (реж. В. Павлов) в анексованому РФ Криму (Сімферополь, Ялта, липень 2015 р.).

## Біографія
Народився в місті Пензі 26 листопада 1975 року, в акторській родині (актор у третьому поколінні).
Його дід — народний артист Росії Михайло Якович Каплан (найстаріший актор Пензенського драмтеатру); вітчим — Олександр Макарський (усиновив Антона у 10 років), актор Ставропольського і Пензенського театрів ляльок, і мати, Олена Михайлівна — музичний педагог, у минулому також актриса театру ляльок (батьки і сестри нині живуть в Холоні, Ізраїль). З восьми років брав участь у виставах Пензенського драматичного театру. З десятирічного віку носить прізвище Макарський (до усиновлення Антон носив прізвище біологічного батька — Шагов). Після закінчення школи в Пензі поїхав до Москви і вступив до трьох театральних вишів, але для навчання вибрав Щукінське училище (1993—1998). З п'яти дипломних вистав Макарський був зайнятий у чотирьох, з 17 іспитів з танцю — 12, підготував сім номерів з вокалу. Близько двох місяців відіграв в театрі Марка Григоровича Розовського і вирішив піти до армії. Після півторамісячної служби в конвойній роті був відряджений до Академічного ансамблю пісні і танцю внутрішніх військ МВС Росії, де співав, був першим тенором і вів концерти близько року. Після служби півроку ніде не працював, почув про мюзикл «Метро» і прийшов на кастинг, де був прийнятий відбірковим журі.

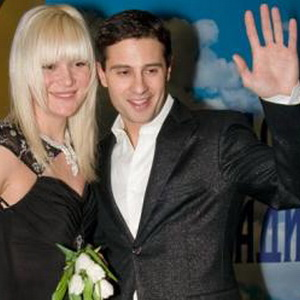
з дружиною на прем'єрі фільму «Повернення мушкетерів»

З травня 2002 року зайнятий ще і в мюзиклі «Нотр Дам де Парі». Він грав одну з головних ролей — капітана Феба де Шатопера. Знявся в кліпі на російський варіант головної музичної теми з мюзиклу — «Belle». Саме роль капітана Феба де Шатопера визначила амплуа Макарського — через романтичну зовнішність, голос і чуттєвість у кіно він найчастіше грає романтичних героїв.
Знявся у фільмі Леоніда Кулагіна про нафтовиків «Бурова», зйомки якого проходили на справжній буровій в Сургуті, а також у фільмі «Любовні авантюри» за новелою Гі де Мопассана.
Влітку 2003 року записав сольний альбом. З осені 2003 року бере участь у спільній американо-російському серіальному проекті — телевізійному романі «Бідна Настя». У серіалі зіграв роль князя Андрія Долгорукого. Крім того, разом з Сергієм і Аріною виконав заглавну пісню фільму «Мені не шкода».
У 2003 і 2004 році взяв участь у програмі Форт Боярд, ведучими якої були Леонід Ярмольник та Оксана Федорова.
У 2006—2007 роках знімався в серіалі «Пером і шпагою», у ролі французького резидента. У 2007 роках — у фільмах «Кривава Мері» режисера Н. Агаджанової, «І падає сніг», реж. М. Мигунової, де грає викрадача автомобілів.

### Особисте життя
З 1999 року живе разом зі співачкою Вікторією Макарською (Морозовою) (22 травня 1973 р.), з якою познайомився на кастингу мюзиклу «Метро». Повінчалися через рік, а одружилися через три роки після вінчання і в цей же день відлетіли у Францію, на зйомки телешоу «Форт Боярд».
9 вересня 2012 року, після 13 років шлюбу, дружина актора, 39-річна Вікторія Морозова народила доньку в одній з акушерських клінік Єрусалиму. Дівчинку назвали Марією.
31 травня 2015 року в родині Макарських народився син, якого назвали Іваном.
Свій шлюб і спільне життя з Вікторією Антон вважає прямим Божественним виявленням, бо його смаки і вимоги на момент їхнього знайомства не відповідали його уявленням про майбутню дружину. Переконаний прихильник патріархальної сім'ї.

## Фільмографія

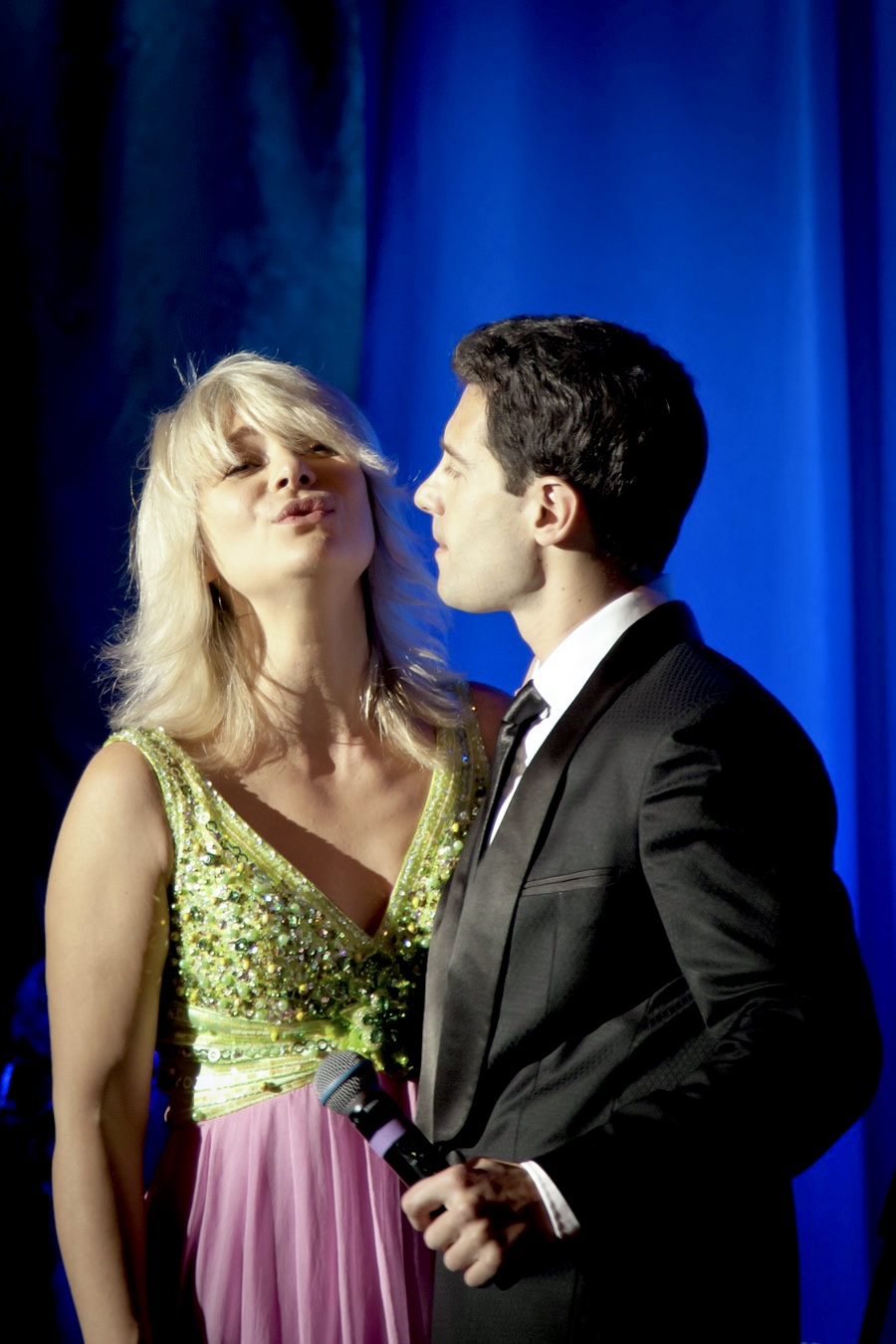
Макарський в ЦКиОМ (2014)

- 2003 — Бідна Настя —  Андрій Долгорукий, князь
- 2004 — Гріхи батьків —  Інокентій Туманов
- 2004 —  Любовні авантюри —  Россель
- 2004 — Моя прекрасна няня —  Євген, однокласник Вікторії
- 2005 — Адам і перетворення Єви —  Адам
- 2005 —  Примадонна —  вчитель Шафран
- 2006 —  Полювання на генія —  Павло Заславський
- 2006 —  Парижани —  онук Кувалдіна, пастух і співак
- 2007 —  В очікуванні дива —  Роман Миколайович Фей
- 2007 —  І падає сніг —  Максим
- 2007 —  Кривава Мері —  Антон
- 2007 —  Пером і шпагою —  Шевальє д'Еон
- 2007 —  Смерш —  Павло Веклич, старший лейтенант
- 2008 —  Золотий ключик —  Алік
- 2008 — Повернення мушкетерів, або Скарби кардинала Мазаріні —  Анрі, син Араміса
- 2009 —  Одружити Казанову —  Артем Тарасов
- 2009 — Як козаки ... —  Орлов, підпоручик
- 2009 — Правосуддя вовків —  Лаврик
- 2009 — Тітка Клава фон гетто —  Денис Радецький
- 2009 — Тихі сосни —  Кирило
- 2010 — Дихай зі мною —  Петро
- 2010 — Коли цвіте бузок —  Андрій Родіонов (Кліменскій)
- 2010 —  Дорога назад —  Ілля Колесніков, бізнесмен, спонсор фотовиставки Тетяни Ледієвой
- 2011 —  Серце Марії —  Матвій варягів
- 2011 — Круті береги —  Кирило Столеваров
- 2011 — Терміново! Шукаю чоловіка —  Антон Андрійович Кириллов
- 2011 —  Годинники любові —  Андрій Нікітін
- 2012 — Грім —  Прохоров, капітан ВС
- 2012 —  Дихай зі мною 2 —  Петро
- 2013 —  7 головних бажань —  Едик
- 2013 —  Вангелія —  Митко Гуштеров, чоловік  Ванги
- 2013 — Одесит —  Резник
- 2014 —  Син за батька —  Вадим Ільїн
- 2014 —  Дорога додому —  Матвій Герасимов
- 2015 — Останній яничар —  Умар
- 2015 —  Сільський роман —  Арсеній
- 2015 — Точки опори —  Саша Перець
- 2015 —  Нелюбов —  Петро
- 2016 —  Не пара —  Костров
- 2016 —  Однокласниці —  Віктор
- 2016 —  Громадянин Ніхто —  Георгій Вержбицький
- 2016 — Весільна сукня —  Вадим Зарицький
- 2016 — Доля на ім'я Любов —  Олексій
- 2017 — Однокласниці: Новий поворот —  Віктор

## Озвучування
- 2002 — Банди Нью-Йорка — Леонардо Ді Капріо
- 2002 — Злови мене, якщо зможеш — Леонардо Ді Капріо
- 2008 — Пригоди Оленки та Яреми (мультфільм) — Єрема
- 2017 — Чудо-юдо — Чудо-Юдо (мультфільм) — Іван (царський син)

## Телевізійна кар'єра
Ведучий телевізійних програм:
- 2011 — «Привид Опери» на Першому каналі. Співведучі Катерина Гусєва, Саті Казанова
- 2008 — «Співоча Компанія» на ТВЦ. Співведучі Вікторія Макарська